# Frais de dossier de prêt immobilier
Les frais de dossier de prêt immobilier sont un montant payé par un emprunteur en lien avec un prêt hypothécaire.
Les frais de dossier, qu'ils concernent un prêt immobilier ou tout autre prêt, à un particulier ou une entreprise, sont généralement prélevés au départ sur le montant du prêt accordé.

## Rôle de ces frais
Ces frais sont présentés comme rémunérant le travail, le temps, les formalités, et la compétence du conseiller ou intermédiaire financier. Ils sont destinés à couvrir en partie les coûts de structure mais n'ont qu'un lien indirect avec les données de la comptabilité analytique des banques. Ils sont l'un des éléments de facturation du service au client, faisant partie du coût global du crédit, et sont établis en fonction des possibilités du marché, notamment des effets de la concurrence.
Ils génèrent un produit d'exploitation insensible au coût de la ressource financière. Les banques peuvent ainsi rattraper une insuffisance de marge sur le taux d'intérêt dans certains cas. Le travail d'instruction d'un dossier est relativement indépendant du montant et surtout de la durée du prêt, donc des intérêts qui seront encaissés, ce qui justifie une facturation séparée avec un système de minimum et maximum.

## Alternative mutualiste
Dans les banques coopératives et mutualistes, pour certains prêts ou emprunteurs, les frais de dossiers sont partiellement remplacés par la souscription de parts sociales de la banque, ce qui permet le renforcement immédiat de son capital sans passer par son compte d'exploitation.

## Règles de calcul

### En France
Les frais de dossier s'élèvent en général à 1 % du montant emprunté avec un minimum et un maximum suivant les établissements. Il faut faire attention aux établissements qui annoncent des frais Hors Taxes (HT) dans leur contrat.
Des exceptions existent : Le Prêt à taux zéro est la plupart du temps exonéré de frais de dossier ainsi que les prêts épargne logement.